# 安平小砲臺
安平小砲臺（或作安平小礮臺）位於臺南市安平區，於民國七十四年（1985年）8月19日公告為古蹟。是由按察使銜分巡台灣兵備道姚瑩因應鴉片戰爭於17處海口所籌設的砲臺之一。其名稱由來乃是相對於俗稱「安平大砲臺」的二鯤鯓砲臺（億載金城）。

## 沿革
由於第一次鴉片戰爭的爆发，清廷覺得英軍有侵犯臺灣的可能，便命時任按察使銜分巡台灣兵備道的姚瑩加強臺灣的防務。而經過評估後，姚瑩認為臺灣的海防有17處海口需要加強，便分別設置了砲臺，其中之一便是安平小砲臺。原本是考慮用竹簍、麻袋裝沙土的方式建築，後來改為石製砲臺。該砲臺於1840年完工後，隔年又曾加以修建。之後到了1874年時，沈葆楨修築二鯤鯓砲臺時，臺灣府知府周懋琦又再次重修。然而隨著臺江逐漸淤積，砲台逐漸遠離海岸線而失去海防功能。
後來進入日治時期之後，砲臺逐漸荒廢。而在1949年中華民國國軍撤退來臺後，曾在此建設碉堡。而今天的砲臺樣貌，則是1994年臺南市政府整修後的結果。

## 建築特色
該砲臺用花崗石所造，是中國舊式砲臺後期的樣式。在砲臺的南北西面共置有八座磚造雉堞，大砲的砲口就設在雉堞之間，此外在雉堞上還挖有槍口，以便砲臺官兵用槍還擊接近的敵人。砲臺的地面則鋪了油面磚，在其東邊則有階梯與岸上相連，並設置有地下彈藥庫，入口在砲臺接近東邊的地上。

## 圖片

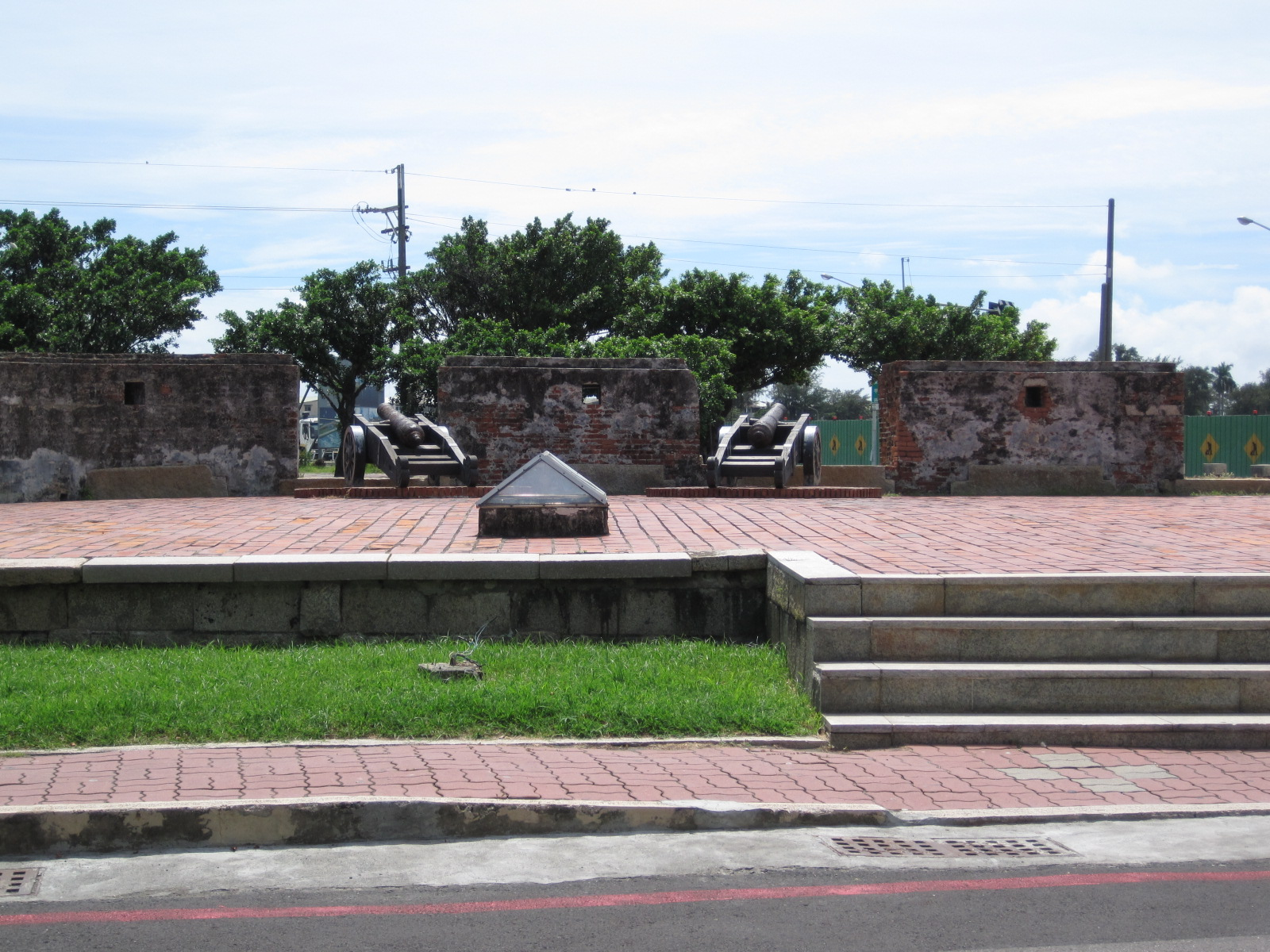
砲臺背面。玻璃蓋為昔日地下彈藥庫入口。
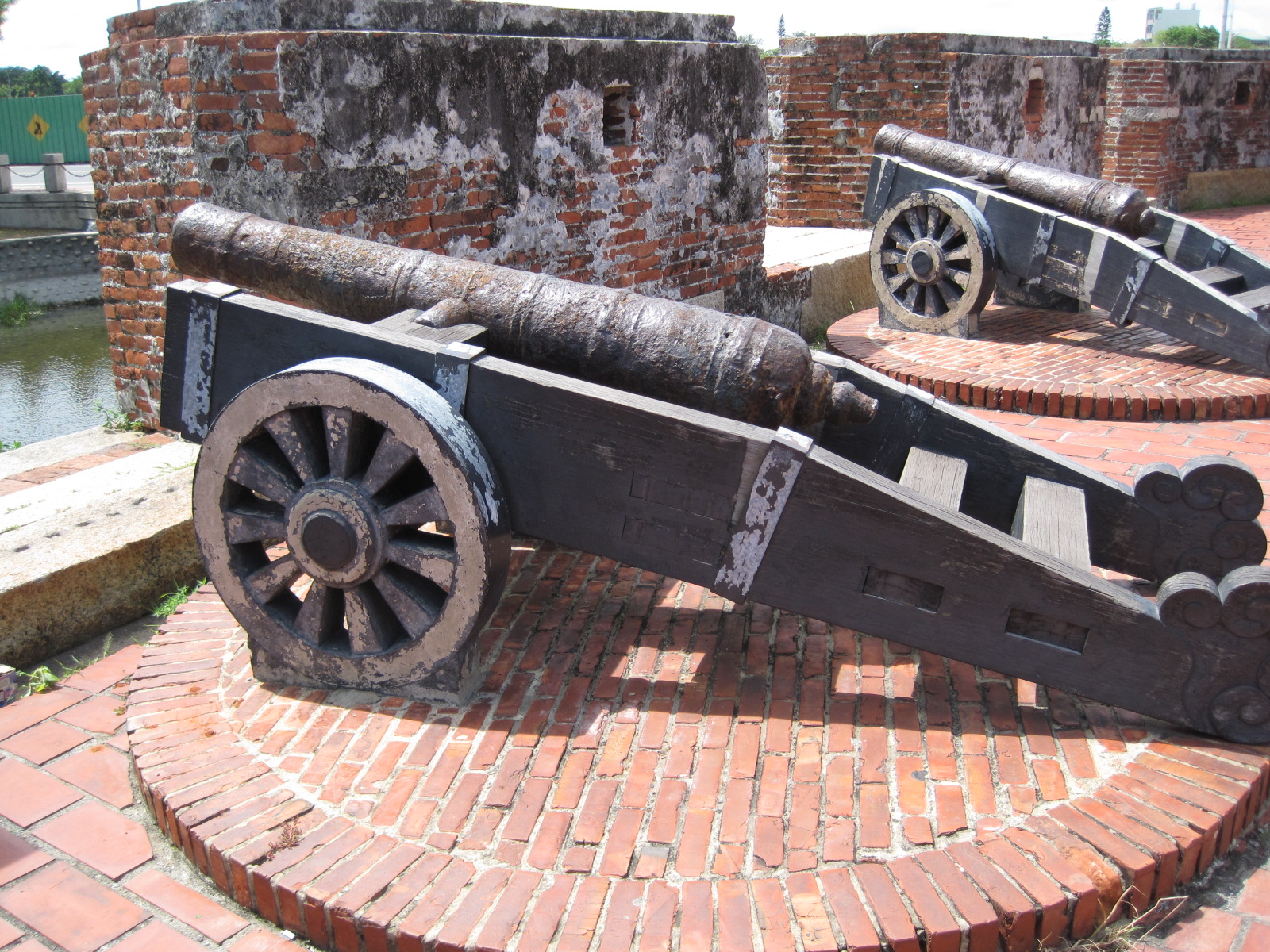
砲臺上所擺的複製品砲（1985年仿製[4]）
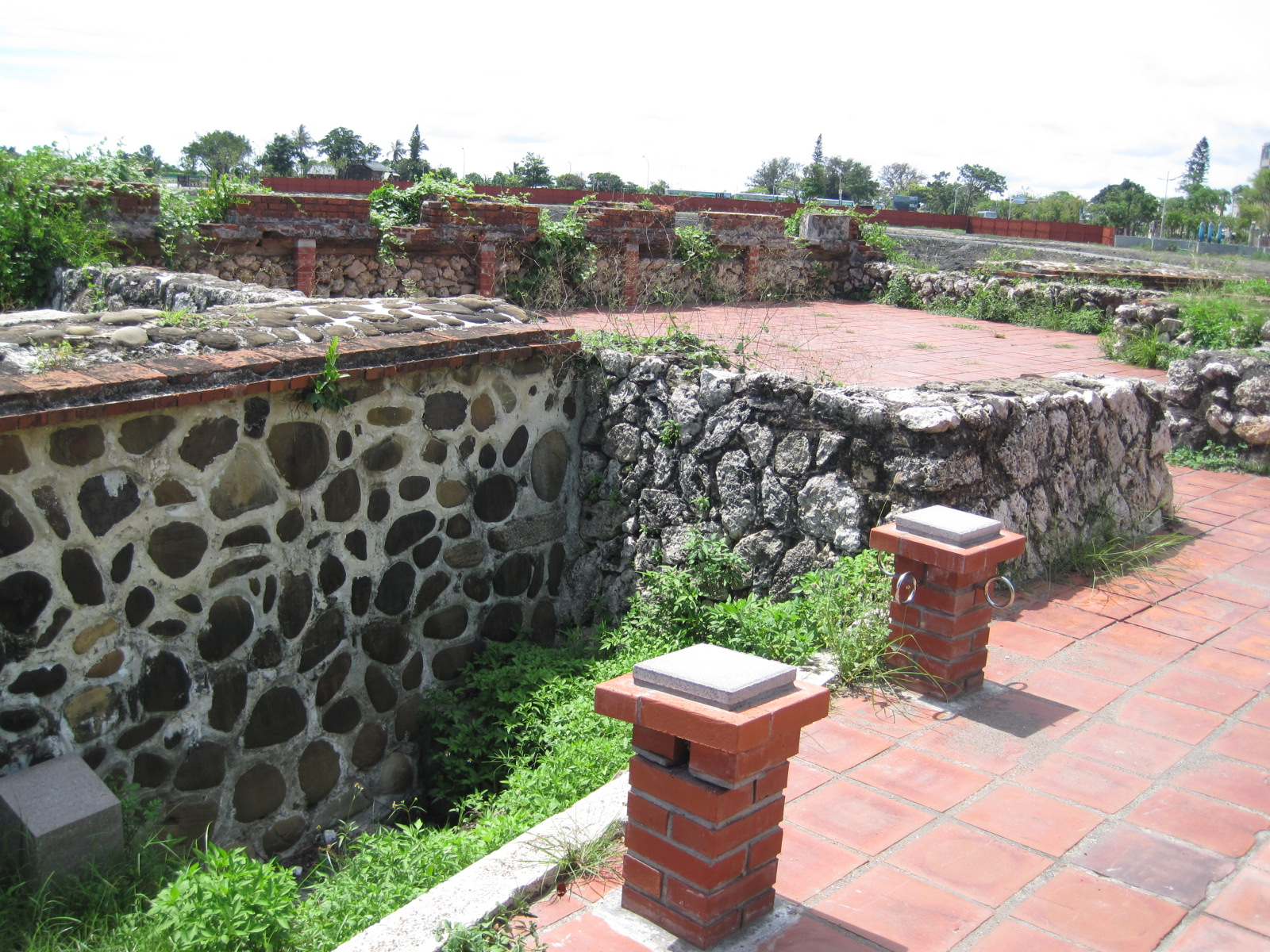
砲臺北段與其上的小砲臺

## 外部連結
- 臺南市政府文化觀光處——安平小砲臺 （页面存档备份，存于）